# Formula TT 1989
Die Formula-TT-Saison 1989 war die 13. in der Geschichte der Formula TT und wurde von der Fédération Internationale de Motocyclisme zum letzten Mal als offizielle Weltmeisterschaft ausgeschrieben.
Bei sechs Veranstaltungen wurden sechs Rennen ausgetragen.

## Punkteverteilung
| Punktewertung | Punktewertung | Punktewertung | Punktewertung | Punktewertung | Punktewertung | Punktewertung | Punktewertung | Punktewertung | Punktewertung | Punktewertung | Punktewertung | Punktewertung | Punktewertung | Punktewertung | Punktewertung |
| ------------- | ------------- | ------------- | ------------- | ------------- | ------------- | ------------- | ------------- | ------------- | ------------- | ------------- | ------------- | ------------- | ------------- | ------------- | ------------- |
| Platz         | 1             | 2             | 3             | 4             | 5             | 6             | 7             | 8             | 9             | 10            | 11            | 12            | 13            | 14            | 15            |
| Punkte        | 20            | 17            | 15            | 13            | 11            | 10            | 9             | 8             | 7             | 6             | 5             | 4             | 3             | 2             | 1             |

In die Wertung kamen alle erzielten Resultate.

## Wissenswertes
- Die Formula TT wurde 1989 nur in der TT-F1-Klasse ausgeschrieben. Diese ließ Viertakter von 600 bis 1000 cm³ Hubraum und Zweitakter mit Hubräumen von 350 bis 500 cm³ zu.
- Das Rennen in den Niederlanden wurde im Rahmen des Motorrad-WM-Laufes der Dutch TT ausgetragen.

## Rennergebnisse
|   | Datum  | Rennen                | Strecke         | Platz 1        | Platz 2         | Platz 3        |
| - | ------ | --------------------- | --------------- | -------------- | --------------- | -------------- |
| 1 | 14.05. | Japan                 | Sugo            | Michael Dowson | Yasutomo Nagai  | Yukiya Ōshima  |
| 2 | 03.06. | 71. Isle of Man TT    | Mountain Course | Steve Hislop   | Brian Morrison  | Nick Jefferies |
| 3 | 23.06. | 59. Dutch TT          | Assen           | Carl Fogarty   | Andreas Hofmann | Roger Burnett  |
| 4 | 02.07. | Portugal              | Vila Real       | Steve Hislop   | Carl Fogarty    | Brian Morrison |
| 5 | 16.07. | Finnland              | Kouvola         | Carl Fogarty   | Steve Hislop    | Jari Suhonen   |
| 6 | 12.08. | 60. Ulster Grand Prix | Dundrod         | Steve Hislop   | Carl Fogarty    | Steven Cull    |

## Fahrerwertung
| 1  | Carl Fogarty        | Honda    | 90 |
| 2  | Steve Hislop        | Honda    | 82 |
| 3  | Robert Dunlop       | Honda    | 54 |
| 4  | Brian Morrison      | Honda    | 42 |
| 5  | Charlie Corner      | Honda    | 30 |
| 6  | Jari Suhonen        | Yamaha   | 28 |
| 7  | Nick Jefferies      | Yamaha   | 25 |
| 8  | Steve Williams      | Yamaha   | 25 |
| 9  | Jamie Whitham       | Suzuki   | 21 |
| 10 | Michael Dowson      | Yamaha   | 20 |
| 11 | Dave Leach          | Yamaha   | 19 |
| 12 | Yasutomo Nagai      | Yamaha   | 17 |
|    | Andreas Hofmann     | Kawasaki | 17 |
| 14 | Yukiya Ōshima       | Suzuki   | 15 |
|    | Roger Burnett       | Honda    | 15 |
|    | Steven Cull         | Norton   | 15 |
| 17 | Robert Holden       | Honda    | 14 |
| 18 | Sam McClements      | Honda    | 14 |
| 19 | Rob Phillis         | Kawasaki | 13 |
| 20 | Ken’ichirō Iwahashi | Honda    | 11 |
|    | Graeme McGregor     | Honda    | 11 |
| 22 | Doug Polen          | Suzuki   | 10 |
|    | Jeffrey de Vries    | Yamaha   | 10 |
| 24 | Noboru Miura        | Honda    | 9  |
|    | Mikael Lundvall     | Kawasaki | 9  |
| 26 | Phillip McCallen    | Honda    | 9  |
| 27 | Mistuo Saito        | Yamaha   | 8  |
|    | Andy McGladdery     | Honda    | 8  |

|    | Ian Jones         | Ducati   | 8 |
|    | Esko Kuparinen    | Honda    | 8 |
| 31 | Jun Maeda         | Honda    | 7 |
|    | Toni Rohrer       | Honda    | 7 |
|    | Pedro Batista     | Honda    | 7 |
|    | Christer Lindholm | Suzuki   | 7 |
| 35 | Shoji Miyazaki    | Honda    | 6 |
|    | Colin Gable       | Honda    | 6 |
|    | Trevor Nation     | Yamaha   | 6 |
|    | Russell Benney    | Honda    | 6 |
|    | Erkki Siukola     | Suzuki   | 6 |
|    | Dennis Ireland    | Honda    | 6 |
| 41 | Shoichi Tsukamoto | Kawasaki | 5 |
|    | Eddie Laycock     | Honda    | 5 |
| 43 | Toni Moran        | Yamaha   | 5 |
| 44 | Tadaaki Hanamura  | Yamaha   | 4 |
|    | Steve Ward        | Honda    | 4 |
|    | Brent Gladwin     | Honda    | 4 |
|    | Woolsey Coulter   | Honda    | 4 |
| 48 | Peter Rubatto     | Bimota   | 3 |
|    | Göran Forsslund   | Suzuki   | 3 |
| 50 | Tadashi Ohshima   | Honda    | 2 |
|    | Bob Jackson       | Honda    | 2 |
|    | Peter Sköld       | Honda    | 2 |
| 53 | Tatsuro Arata     | Yamaha   | 1 |
|    | Peter Lindén      | Honda    | 1 |
|    | Steve Lindsell    | Yamaha   | 1 |